# Planta bulbosa

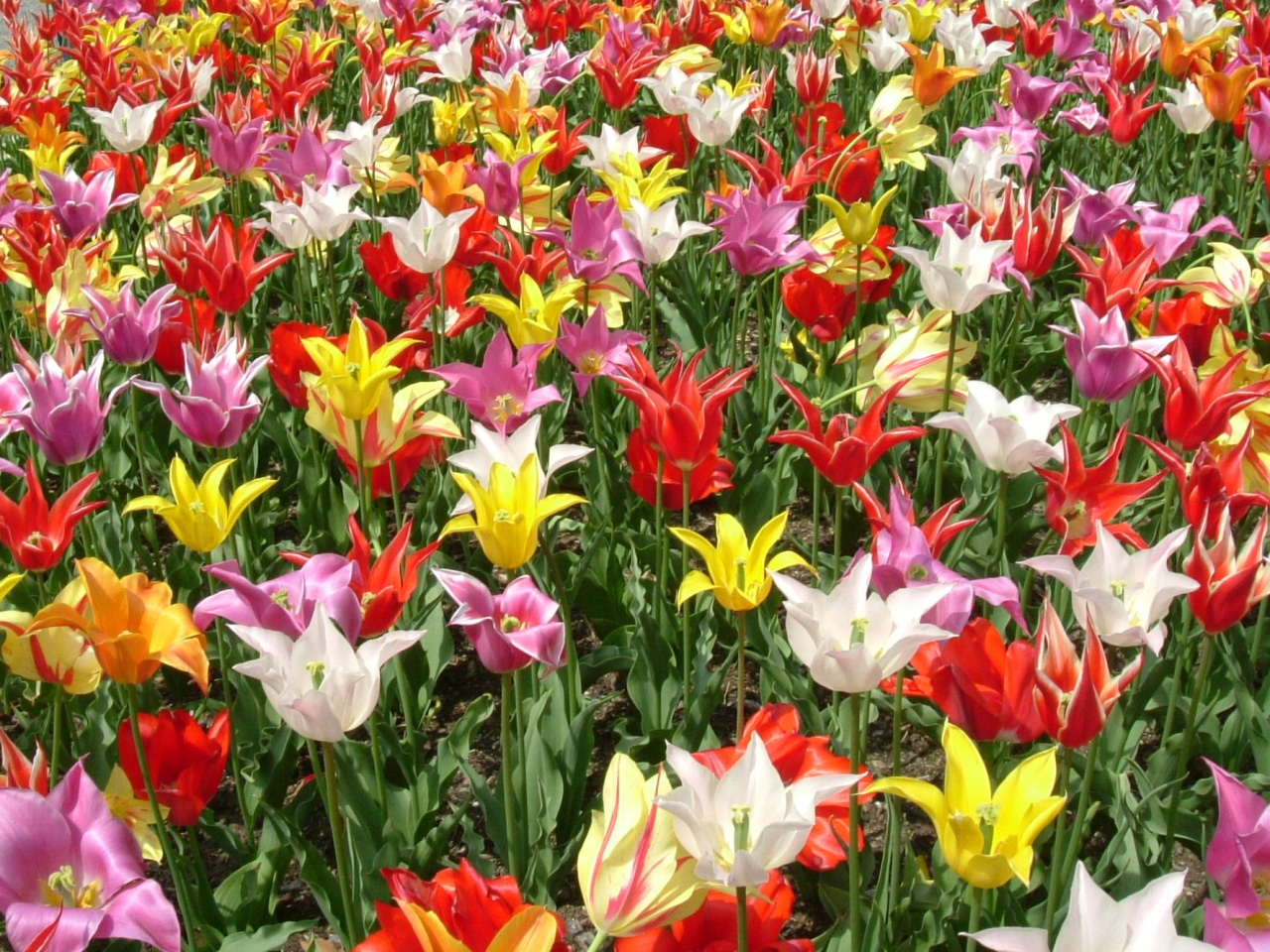
Tulipes (Tulipa), una de les moltes espècies de plantes bulboses

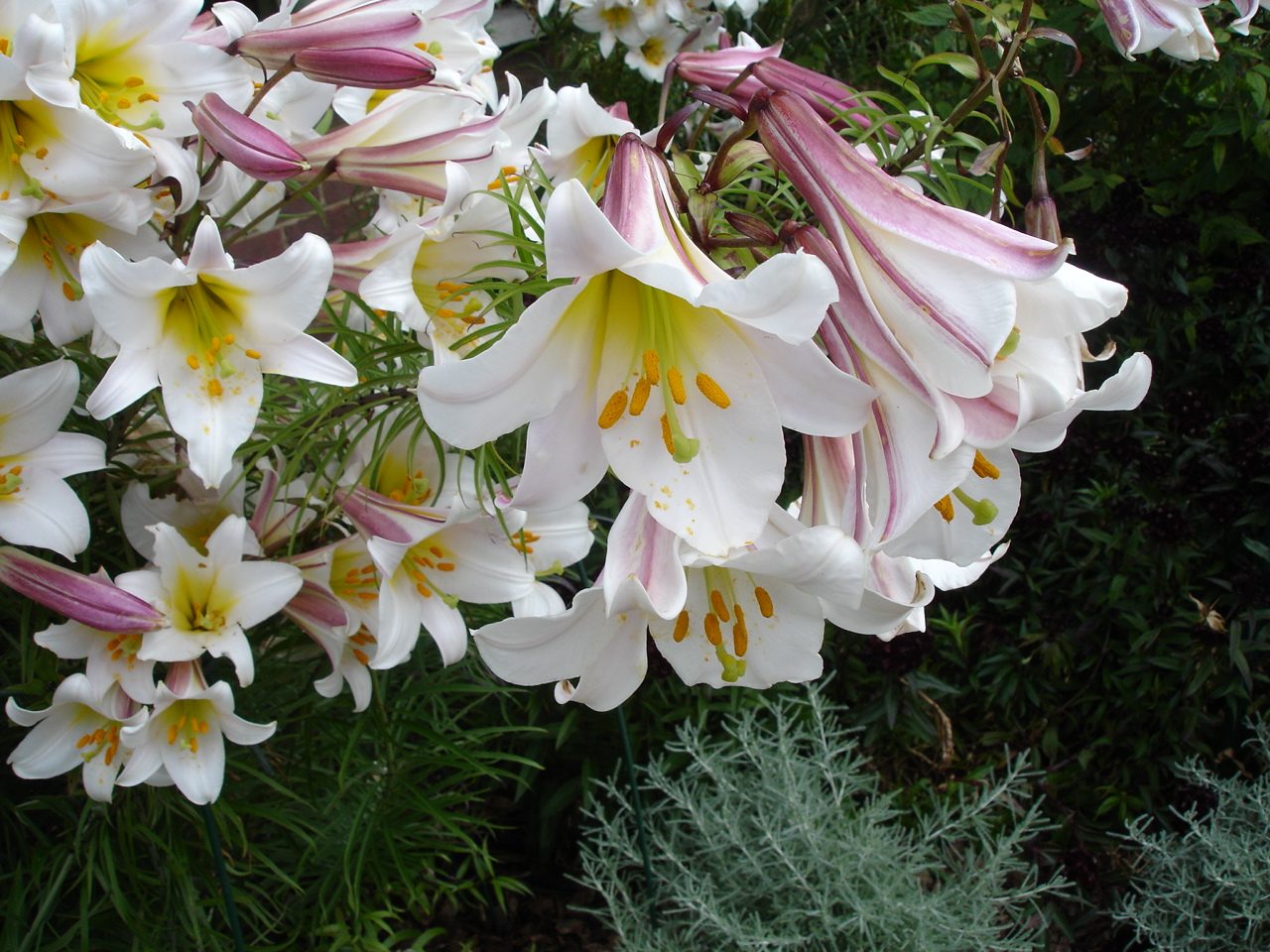
Lilium regale

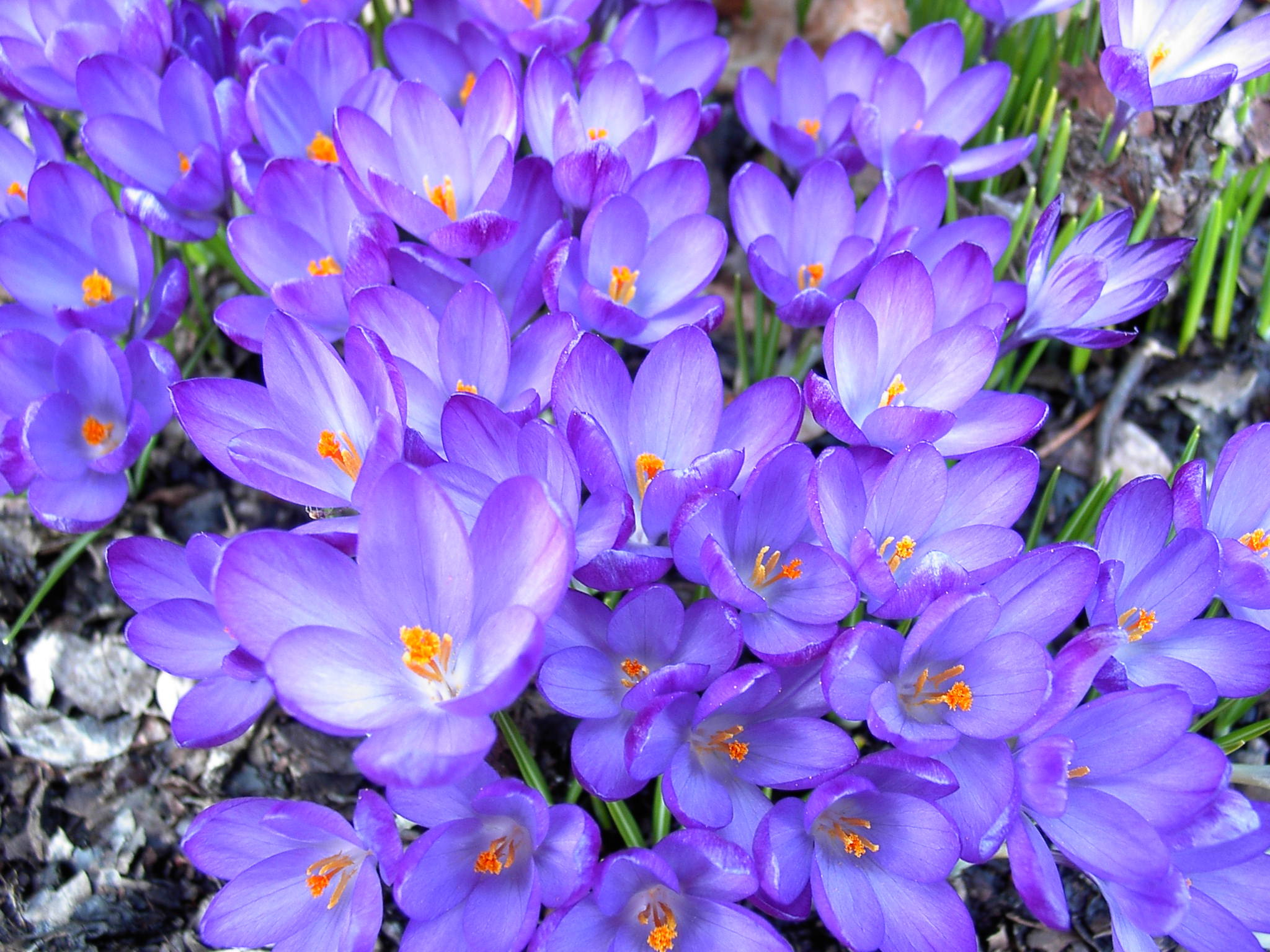
Grup de safrans (Crocus) en floració

Les plantes bulboses són plantes herbàcies i perennes que presenten òrgans subterranis de reserva de nutrients, tals com bulbs, corms, rizomes, tubercles i arrels tuberoses. Aquestes espècies solen perdre la seva part aèria durant les èpoques desfavorables de creixement (l'hivern o l'estiu, depenent de l'espècie) i romanen en repòs gràcies a les reserves emmagatzemades als seus bulbs. Quan les condicions estacionals tornen a ser favorables, aquestes reserves sustenten el nou cicle de creixement. A més, els bulbs també permeten la multiplicació vegetativa o asexual en aquestes espècies. El concepte de "plantes bulboses" fa referència, bàsicament, a aquelles espècies que s'utilitzen com a ornamentals en parcs i jardins o bé, com a flors de tall i fora d'aquest àmbit no s'utilitza per a referir-se a plantes amb estructures de propagació vegetativa que no siguin bulbs.

## Adaptacions al medi
Les plantes han resolt de maneres molt diverses el problema de la supervivència durant èpoques adverses, com són els hiverns molt freds i els estius excessivament càlids i secs. Així, les espècies anuals completen el seu cicle durant les estacions favorables i romanen com a llavors durant les èpoques desfavorables per al creixement. Les plantes bulboses, en canvi, han desenvolupat òrgans subterranis de reserva que els permeten sobreviure durant les estacions desfavorables en estat de repòs i reiniciar el creixement quan les condicions ambientals tornen a ser favorables.

Les adaptacions i les estratègies de les plantes bulboses poden satisfer exigències ecològiques molt diverses. Nombroses tulipes (Tulipa) d'origen asiàtic, per exemple, estan adaptades a un clima continental extrem, amb estius secs i tòrrids, hiverns gelats i primaveres amb breus aiguats, període en el qual desenvolupen el cicle complet. Hi ha, d'altra banda, moltes espècies de sotabosc, com alguns safrans (Crocus), l'escil·la (Scilla) i la dent de gos (Erythronium) que, gràcies a les seves reserves alimentoses, creixen molt ràpid i compleixen el cicle a principis de la primavera, abans que les fulles dels arbres s'hagin desenvolupat i els prenguin la llum del sol. 

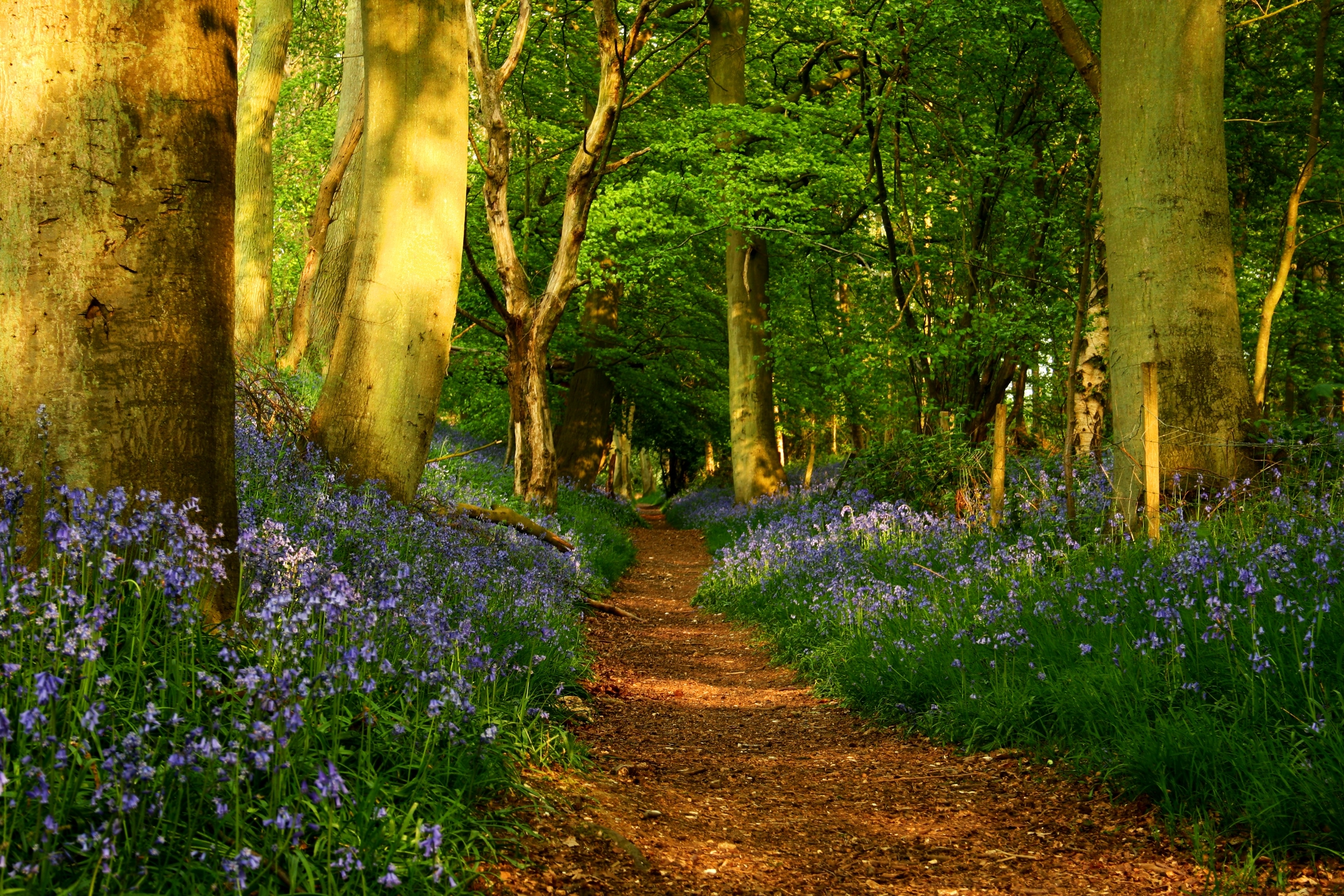
Scilla non-scripta creixent en un sotabosc

Moltes plantes bulboses viuen en comunitats adaptades a incendis recurrents durant l'estació seca (per exemple, diverses espècies d'iridàcies). En aquests períodes, les plantes bulboses es troben en repòs i d'aquesta manera sobreviuen a la calor del foc. Els incendis netegen de vegetació la superfície, n'eliminen la competència i, a més, aporten nutrients al sòl amb les cendres. Quan cauen les primeres pluges, els bulbs, corms i rizomes comencen a brotar ràpidament, inicien un nou període de creixement i desenvolupament sostingut per les reserves acumulades als seus teixits durant l'estació prèvia. Diverses espècies del gènere Cyrtanthus, per exemple, són reconegudes per la seva ràpida capacitat de floració després d'incendis naturals d'armenteres, i per això diverses d'aquestes espècies són conegudes com a "lliri de foc". De fet, certes espècies com Cyrtanthus contractus, Cyrtanthus ventricosus i Cyrtanthus odorus, només floreixen després que es produeixin els incendis naturals.

## Distribució en la natura
El més gran nombre d'espècies de plantes bulboses es troba en regions del món amb un clima mediterrani, això és, on els hiverns són freds i humits i els estius són secs i càlids, amb una primavera curta. Les reserves acumulades en aquestes plantes els permeten créixer ràpidament en primavera, abans que les herbes anuals tinguin temps de fer-ho. Cinc àrees al món tenen aquest tipus de clima: la regió del Mediterrani, que s'estén cap a l'est fins a l'Àsia central; Califòrnia; la regió central de Xile, l'extrem sud de Sud-àfrica i l'oest i sud d'Austràlia.